# Рика (Бјела)
Рика је насеље у Италији у округу Бијела, региону Пијемонт.
Према процени из 2011. у насељу је живело 26 становника. Насеље се налази на надморској висини од 516 м.